# Comuna Rublenița, Soroca
Comuna Rublenița este o comună din raionul Soroca, Republica Moldova. Este formată din satele Rublenița (sat-reședință) și Rublenița Nouă.

## Demografie
Conform datelor recensământului din 2014, comuna are o populație de 3.275 de locuitori. La recensământul din 2004 erau 3.960 de locuitori.

## Administrație și politică
Componența Consiliului local Rublenița (13 consilieri), ales la 5 noiembrie 2023, este următoarea:
|  | Partid                                        | Consilieri | Componență | Componență | Componență | Componență |
|  | --------------------------------------------- | ---------- | ---------- | ---------- | ---------- | ---------- |
|  | Partidul Social Democrat European             | 4          |            |            |            |            |
|  | Partidul Acțiune și Solidaritate              | 4          |            |            |            |            |
|  | Partidul Socialiștilor din Republica Moldova  | 4          |            |            |            |            |
|  | Partidul Dezvoltării și Consolidării Moldovei | 1          |            |            |            |            |